# مغاو
مغاو یک روستا در شهرک جویانگران در ناحیهٔ وحدت تاجیکستان است. ۲۲ کیلومتر از مغاو تا مرکز شهرک فاصله است. جمعیت آن ۷۲ نفر است.